# Kerstin Fiedler-Wilhelm
Kerstin Fiedler-Wilhelm (* 25. März 1968 in Ueckermünde) ist eine deutsche Politikerin (CDU), sie war von 2002 bis 2007 Abgeordnete des Landtags von Mecklenburg-Vorpommern. Seitdem arbeitet sie im Landesdienst von Mecklenburg-Vorpommern. 

## Leben
Kerstin Fiedler-Wilhelm beendete 1988 ihre Ausbildung zur Grundschullehrerin. Bis 1991 arbeitete sie als Lehrerin in Neubrandenburg und ging im Anschluss für ein Jahr als Au-pair in die USA. Nach ihrer Rückkehr machte sie bis 1993 eine Controllingausbildung in Rieth und arbeitete dann bis 1999 in der Presse- und Öffentlichkeitsarbeit bei der Landesregierung Mecklenburg-Vorpommern. Anschließend war sie von 1999 bis 2002 Mitarbeiterin in CDU-Abgeordnetenbüros im Deutschen Bundestag in Bonn und Berlin. Seit 2011 arbeitet sie für das Institut für Qualitätsentwicklung Mecklenburg-Vorpommern. 
Sie ist verheiratet, hat ein Kind und ist konfessionslos.

## Politik
Fiedler-Wilhelm trat der CDU bei, wurde stellvertretende Vorsitzende des CDU-Kreisverbandes Uecker-Randow und war Mitglied im CDU-Landesvorstand von Mecklenburg-Vorpommern sowie Mitglied der Mittelstands- und Wirtschaftsvereinigung der CDU/CSU, im Volksbund Deutsche Kriegsgräberfürsorge sowie im Schützenverein Blumenthal. Sie wurde in den Kreistag Uecker-Randow und bei der Landtagswahl 2002 für die CDU in den Landtag von Mecklenburg-Vorpommern gewählt, dem sie ab dem 22. Oktober 2002 angehörte. Dort leitete sie den Arbeitskreises Petitionen der CDU-Fraktion. Bei der nächsten Wahl 2007 konnte sie im Wahlkreis 35 – Uecker-Randow I ihr Mandat bestätigen. Doch am 31. Oktober 2007 schied sie aus dem Landtag aus, um die Vertretung des Landes Mecklenburg-Vorpommern beim Bund in Berlin zu leiten, und durch Karin Strenz ersetzt. Im November 2011 sie wurde dort durch Rüdiger Möller abgelöst.